# 林加島 (耶爾島附近)

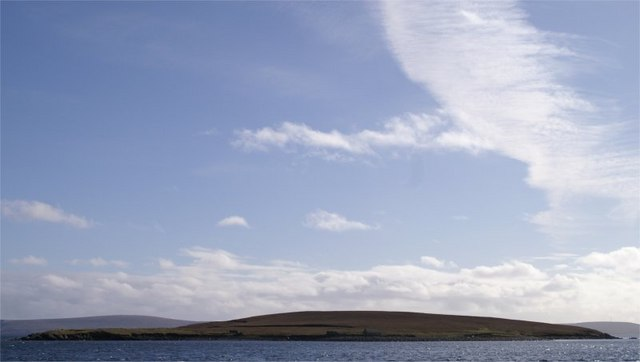

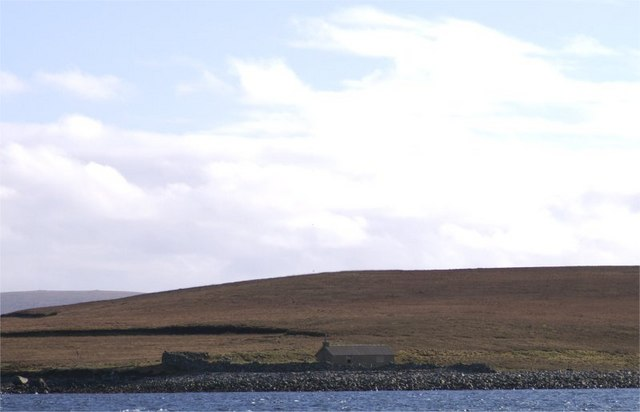

林加島是蘇格蘭的島嶼，位於耶爾島以東的大西洋海域，屬於昔德蘭群島的一部分，面積0.45平方公里，最高點海拔高度26米，島上無人居住。
60°40′N 0°59′W / 60.667°N 0.983°W